# 薩克森的索菲·艾蕾諾爾
薩克森的索菲·艾蕾諾爾（德語：Sophie Eleonore von Sachsen，1609年11月23日—1671年6月2日），黑森-達姆施塔特伯爵夫人，薩克森選侯約翰·格奧爾格一世的女兒。

## 家庭
1627年，索菲·艾蕾諾爾和黑森-達姆施塔特伯爵格奧爾格二世結婚，兩人共有2子4女：
1. 路德維希（1630年—1678年）
2. 格奧爾格（英语：George III, Landgrave of Hesse-Itter）（1632年—1676年）
3. 索菲·艾蕾諾爾（英语：Sophia Eleonore of Hesse-Darmstadt）（1634年—1663年）
4. 伊莉莎白·阿瑪莉埃（1635年—1709年）
5. 安娜·索菲亞（1638年—1683年）
6. 瑪麗·海德薇希（1647年—1680年）